# 소종 (후량)
소종(蕭琮, ? ~ ?)은 후량의 제3대 황제이다. 명제의 맏아들이다.

## 생애
소종은 명제 소규의 장남으로 태어났고, 일찍이 동양왕(東陽王)으로 봉해졌으며 이후에 황태자로 세워졌다. 소종은 박학하고 재능이 있었고, 활과 말을 다루는데 소질이 있었으며, 개성은 호방하였고 구속됨이 없었다.
585년에 소종은 명제가 죽자 황제로 즉위하였고, 이듬해인 586년에 연호를 광운(廣運)으로 고쳤다. 소종이 즉위한 이후에, 수 문제가 강릉총관(江陵總管)을 설립하고 소종의 행동을 감시하였다.
587년에 수 문제는 소종을 징소하여 수나라 조정에 입조하게 하였는데, 이후에 후량을 멸망시키고 소종 또한 폐위한 뒤 거국공(莒國公)으로 봉했다. 소종의 숙부인 소암 등 다른 사람들은 일부 거민들을 이끌고 진나라로 달아났다.
소종은 수나라에 있을 때도 변함없이 신임을 얻었고, 수 양제는 즉위 후에 소종을 양공(梁公)에 봉하고 내사령(內史令)에 임명했다. 소종의 친족들은 조정에 발탁돼 들어가 관리가 된 사람들이 적지 않았다. 그러자 당시의 아이들이 노래하기를 "소씨여 소씨여 또 다시 일어나는구나!" 이는 수 양제가 소종을 시기하게 되는 결과를 초래하였으며, 마침내 소종은 면직되고 말았고 오래 지나지 않아 여생을 집 안에 있으면서 보내게 되었다.
소종은 죽은 뒤 좌광록대부(左光祿大夫)로 추증되었다. 수나라 말기의 할거세력 중 하나인 소선(蕭銑)은 소종의 당질이며, 칭제한 뒤에 소종을 효정황제로 추시하였다.

## 가족

### 아내
- 황후 채씨(蔡氏, ? ~ 639년 6월 10일(음력 5월 4일)

## 자손
- 아들 소현(蕭鉉) - 양성통수(襄城通守)
  - 손자 소의(蕭儀) - 태자복(太子僕)

## 기년
| 효정제      | 원년            | 2년        |
| ----------- | --------------- | ---------- |
| 서력 (西曆) | 586년           | 587년      |
| 간지 (干支) | 병오(丙午)      | 정미(丁未) |
| 연호 (年號) | 광운(廣運) 원년 | 2년        |